# 饶惠元
饶惠元（1907年12月4日—1983年10月9日），字一真，江西清江人。中国考古学家，江西古代印纹陶文化研究奠基人。

## 生平
1907年生于江西省清江县芗溪乡水南饶村。1931年毕业于上海新华艺术专科学校，曾在樟树中学等校任美术教师。1944年偶然结识收藏家徐敬元，开始业余从事田野考古工作。期间在清江两岸和赣江东岸发现数处古城址与墓葬，其中包括筑卫城、营盘里和牛头城等。
1952年参加湖北荆江分洪考古、湖南长沙古墓发掘等活动。1955年调至中国科学院考古研究所工作，任《考古学报》编辑部负责人。1968年下放至安徽宿县参加劳动。1970年随中国科学院考古研究所人员转赴河南息县五七干校。1971年3月因冠心病回江西井冈山疗养。期间抱病参加了樟树、吉安、井冈山等地的文物考古工作。主要著述有《江西新石器时代遗址》《清江遗址的文化分析》《略论长方形有孔石刀》《略谈对粤赣地区几处新石器遗址的认识》等。
1983年10月9日在南昌逝世，终年76岁。